# Stenocereus gummosus
Espèce
Classification APG II (2003)
Synonymes
- Cereus gummosus
- Lemaireocereus gummosus
- Machaerocereus gumosus
- Rathbunia gummosa

Statut de conservation UICN

 LC  : Préoccupation mineure
Statut CITES
Stenocereus gummosus est une espèce de plantes à fleurs de la famille des Cactaceae. C'est un cactus columnaire originaire du Mexique.

## Description
Ils peuvent atteindre 1,5 m de haut mais les tiges retombantes peuvent atteindre 6 m de long et donnent des fleurs blanches.

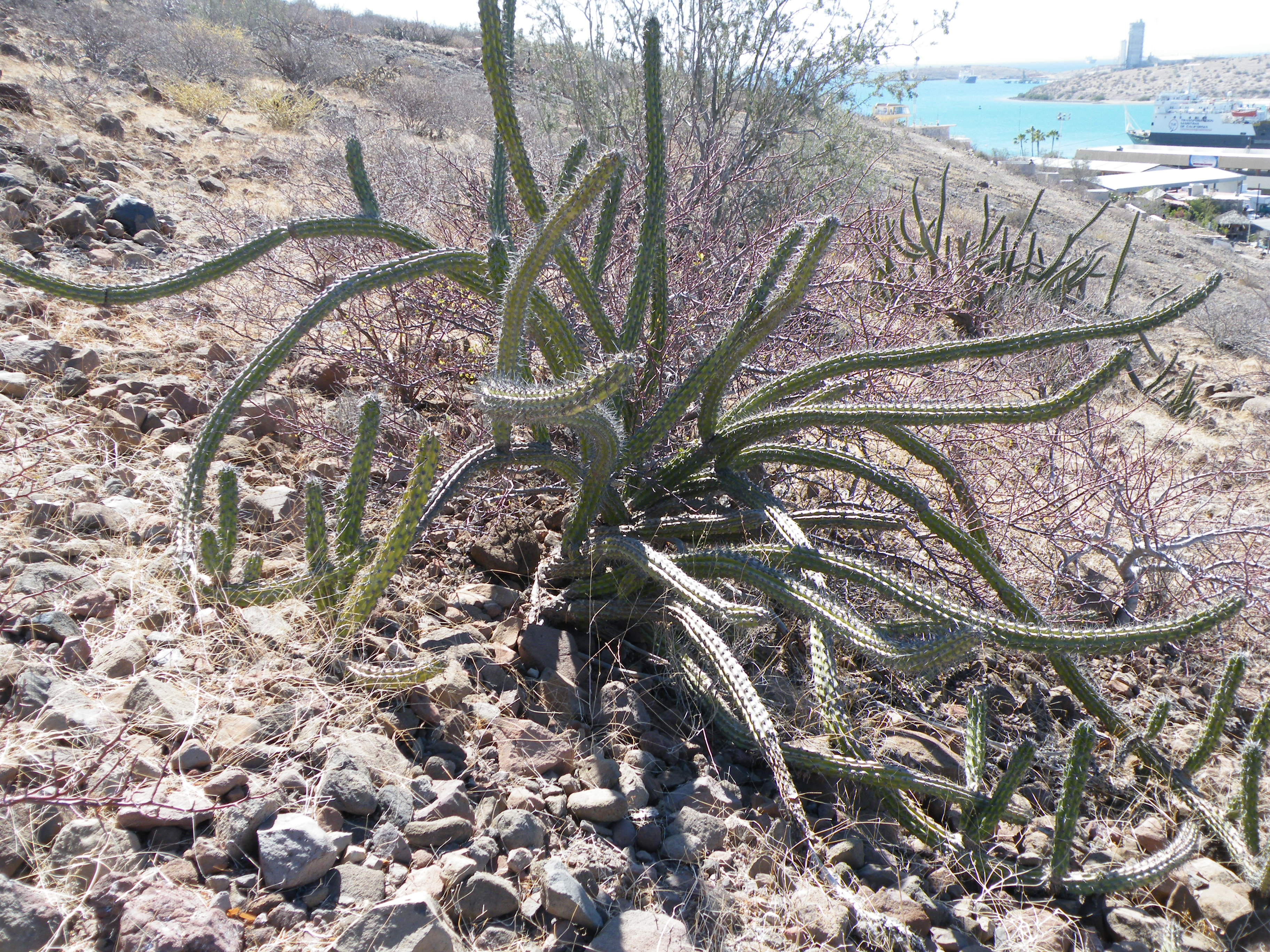
Aspect in situ, au Mexique.
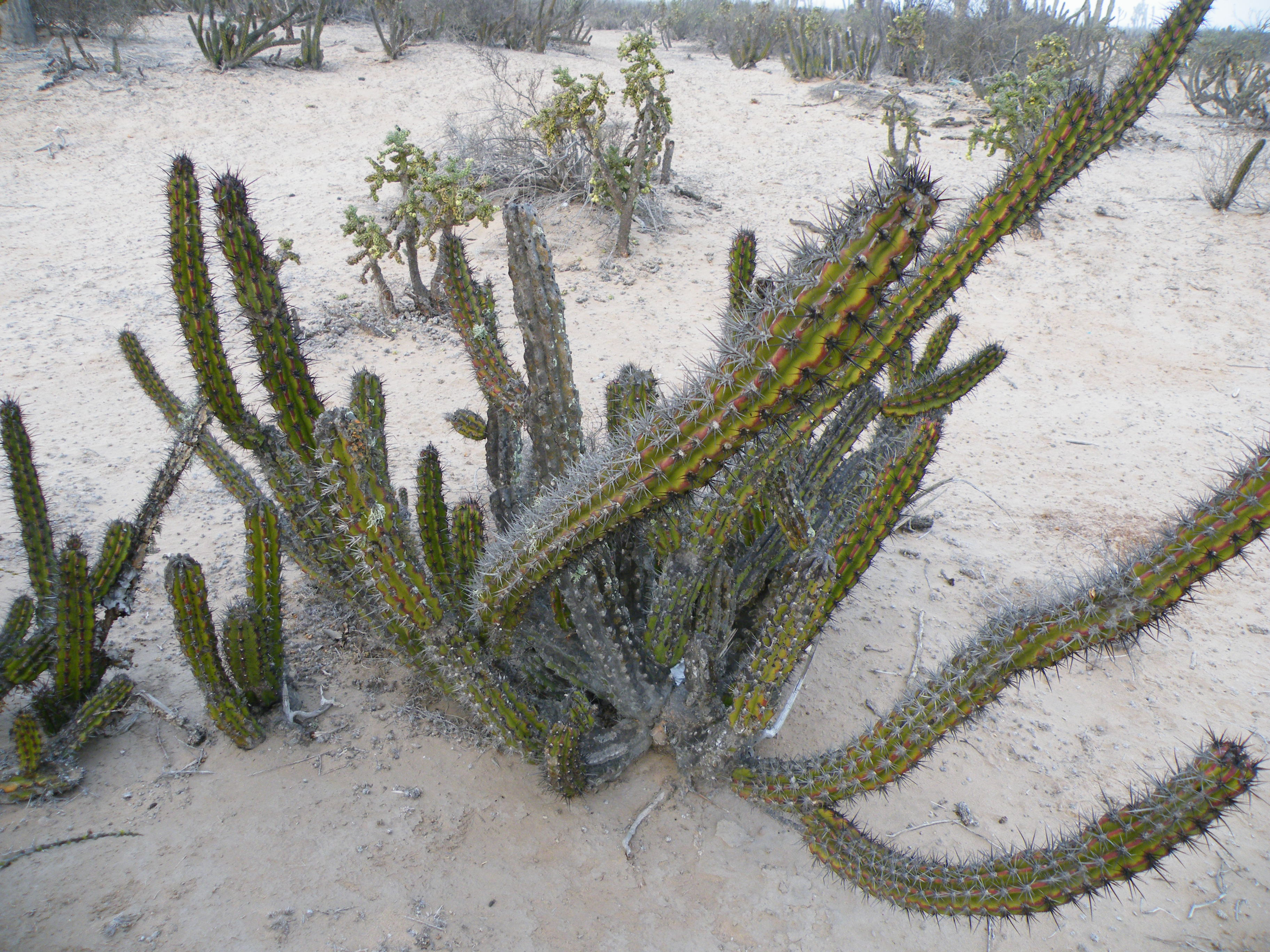
Aspect d'ensemble.
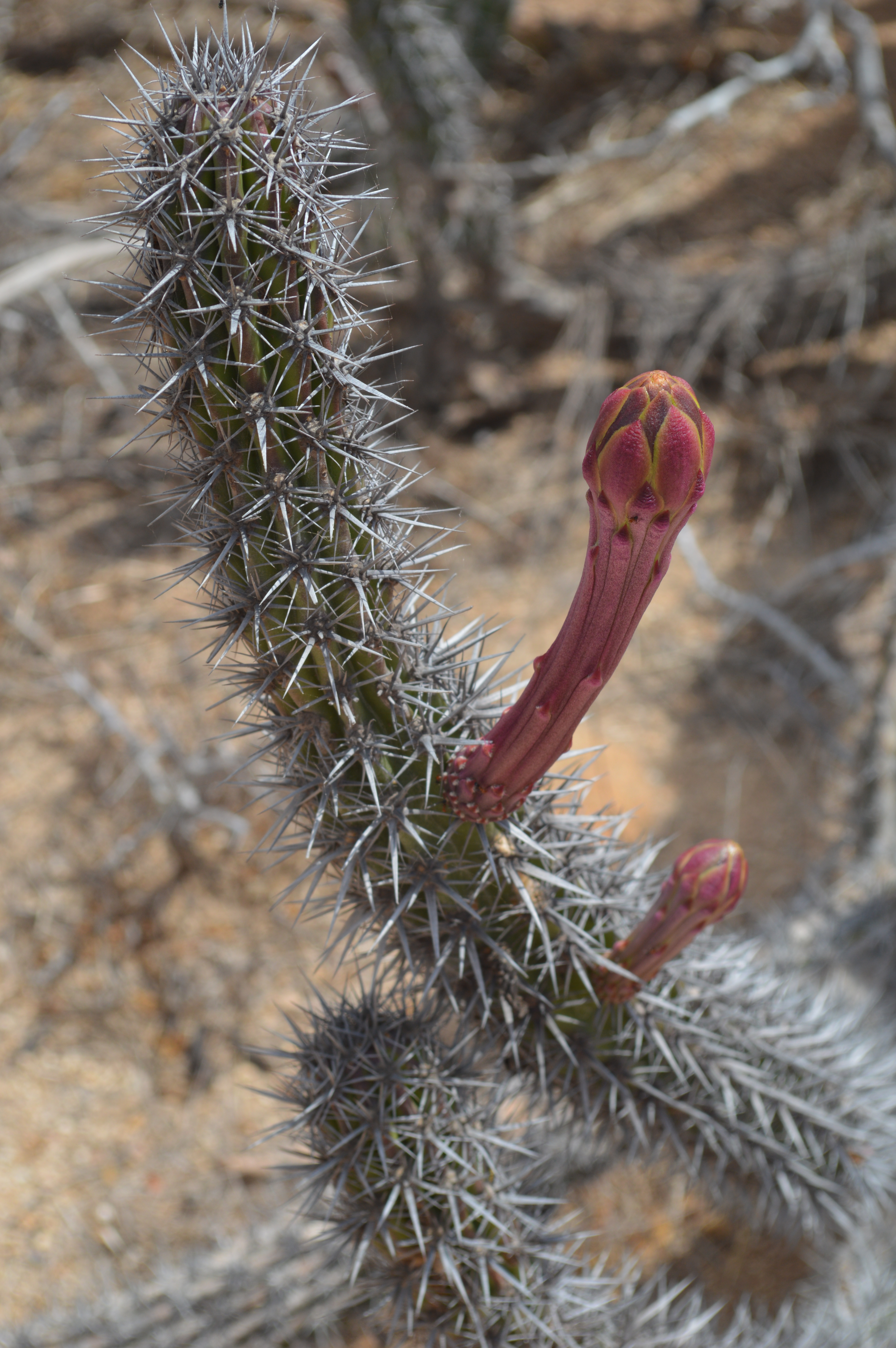
Fleurs en bouton.
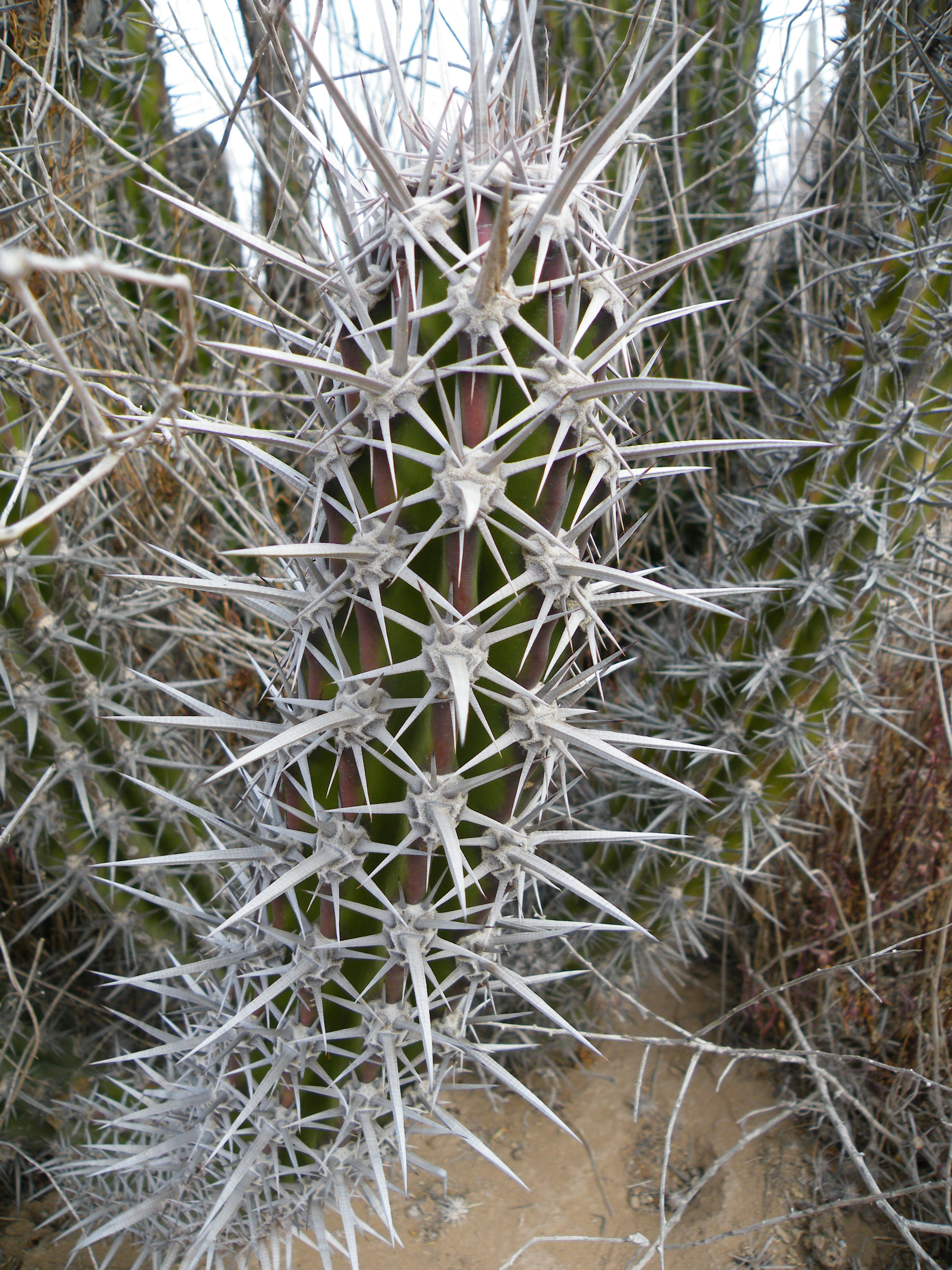
Détail des piquants.
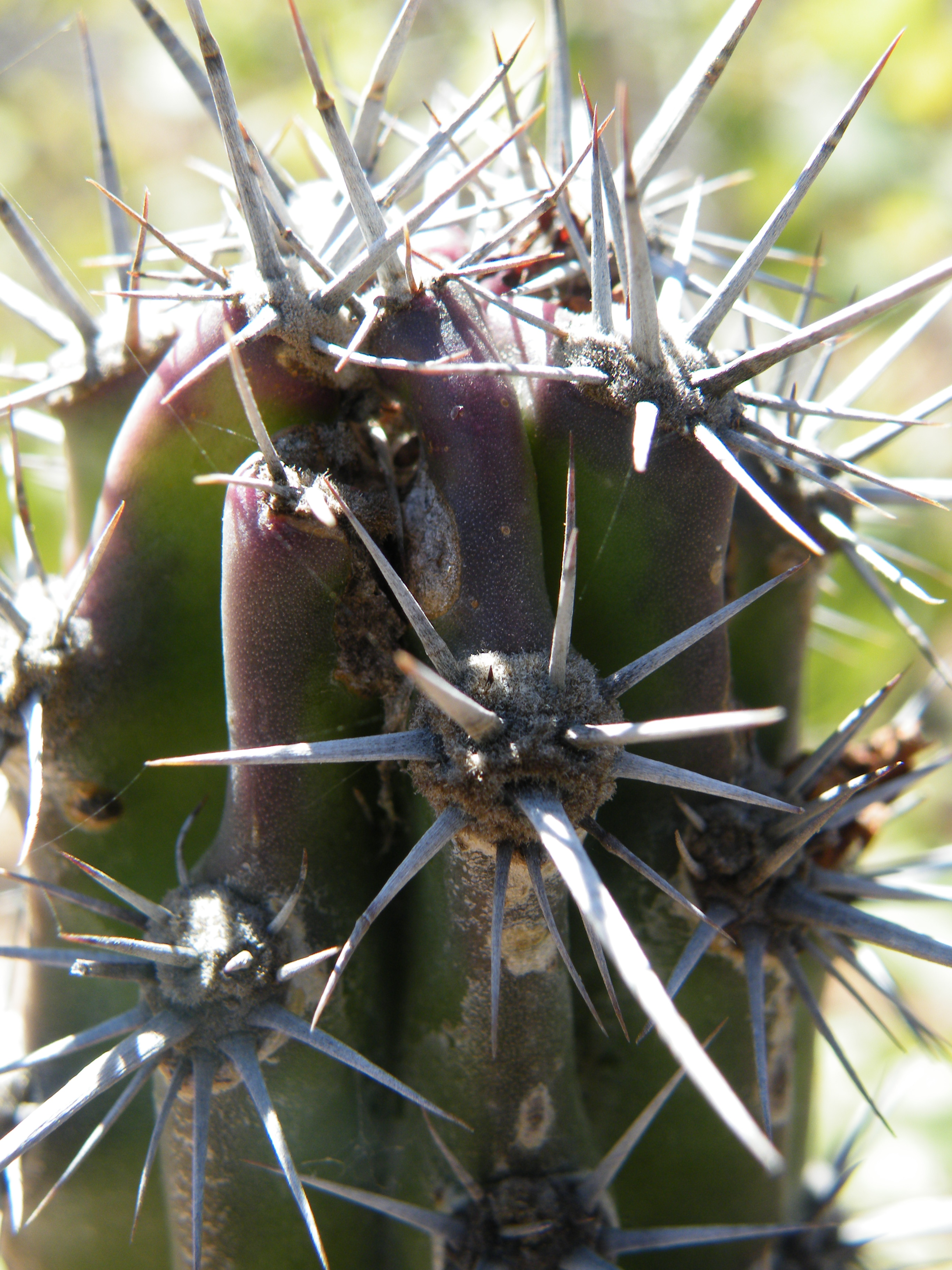
Sommet d'une tige.